# Иконологија
Иконологија (грч. Εικων - слика, и грч. λογος - наука) представља метод у историји уметности, где се поред иконографије проучавају и симболички аспекти уметничког дела, као и њихова културолошка, социјална и историјска основа и тематика.
Иконологија као метод се први пут појавио у Стразбуру у раду научника Да Варбург 1892. године, посвећена двема сликама Ботичелија. Концепт иконолошке анализе по први пут је користио да опише свој метод рада на фрескама које описују месеце у години у палати Скифаноија у Ферари. Са овим симболима Да Варбург је био у стању да опише садржај зидног сликарства. Иконолошку анализу почела је да се широко користи у Варбургској школи.
Даљи развој иконологије омогућио је амерички научник немачког порекла Ервин Панофски, који је 1939. године за њену примену дефинисао три фазе тумачења уметничког дела:
- предиконографска анализа;
- иконографска анализа;
- иконололошко тумачење.

Овај научник такође прави разлику између три нивоа тумачења:
- феноменолошко;
- садржајно;
- документарно.

Иконологијски метод је постављен у истраживању у области историје уметности као важно средство за проучавање различитих визуелних феномена од изузетног уметничког и историјског значаја - различитог раздобља, националног порекла и начина имплементације.